# Frans Josefsorden

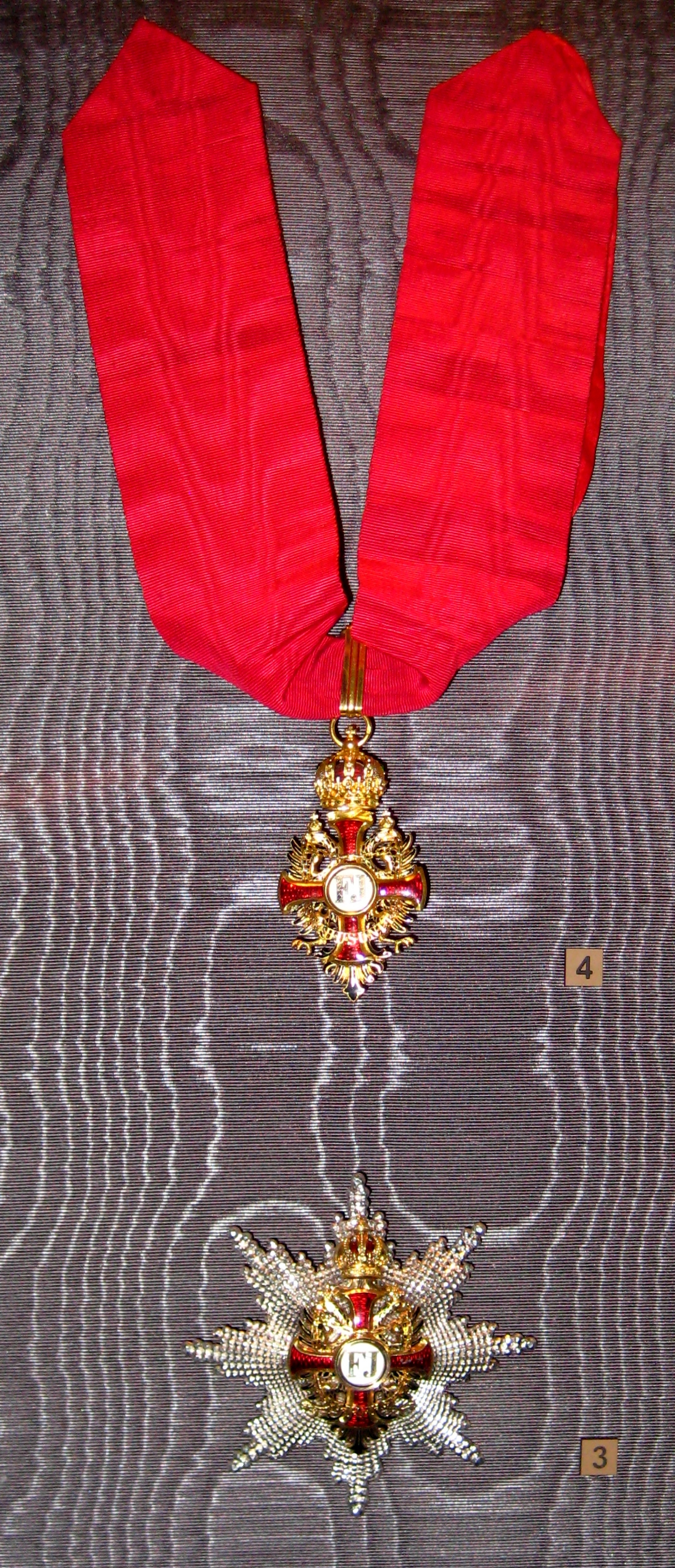
Kommendörskorset.

Frans Josefsorden (tyska: Franz-Joseph-Orden) var en riddarorden i fyra klasser instiftad den 2 december 1849 av kejsar Frans Josef I för civila förtjänster. Tecknet, som bärs i rött band, utgörs av ett rött kors, på vars runda vita mittfält står bokstäverna F.J. (Frans Josef). Mellan korsets fyra armar synes den gyllene, delvis svartemaljerade, krönta dubbelörnen, som i båda näbbarna håller en kedja, mellan vars länkar på nedre delen av korset står devisen Viribus unitis ("Med förenade krafter").